# Phare de Capo San Marco
Le phare de Capo San Marco (en italien :Faro di Capo San Marco) est un phare situé sur Capo San Marco au bout du golfe d'Oristano, dans la commune de Cabras en mer de Sardaigne, dans la Province d'Oristano (Sardaigne), en Italie.

## Histoire
Le phare a été construit en 1924 au bout de la péninsule du Sinis. Il marque l'entrée nord-est du golfe d'Oristano. Le phare est entièrement automatisé et géré par la Marina Militare.
Le phare, depuis 1969, était dirigé par Elisabetta Deriu, veuve du gardien du phare, mort en service en 1967. Elle avait réussi à obtenir le travail de son mari et elle est devenue la première femme en Italie après avoir suivi sa formation professionnelle à La Spezia.

## Description
Le phare se compose d'une tour quadrangulaire en maçonnerie de 15 m de haut, avec double galerie et lanterne au sommet d'une maison de gardiens de deux étages. Le bâtiment est peint en blanc et le dôme de la lanterne est gris métallisé. Il émet, à une hauteur focale de 57 m, deux brefs éclats blancs toutes les 10 secondes. Sa portée est de 22 milles nautiques (environ 41 km).
Identifiant : ARLHS : SAR-017 ; EF-1390 - Amirauté : E1108 - NGA : 8320 .

## Caractéristiques dufeu maritime
Fréquence : 10 secondes (W)
- Lumière : 0,2 seconde
- Obscurité : 2 secondes
- Lumière : 0,2 seconde
- Obscurité : 7,6 secondes

### Lien connexe
- Liste des phares de la Sardaigne